# Rue Saint-François (Bruxelles)
Pour les articles homonymes, voir Rue Saint-François.
La rue Saint-François est une rue de la commune bruxelloise de Saint-Josse-ten-Noode qui relie la rue Verte à la rue Royale en passant par la rue de la Poste.
Elle s'appelait précédemment rue de la Montagne.

## Bâtiments remarquables
L'école primaire et maternelle " Les Tournesols".
Les bains de Saint-Josse (piscine communale) fermée depuis 2011 à cause de travaux interminables. Une pétition a été lancée pour demander sa réouverture.

Inser'action ASBL.

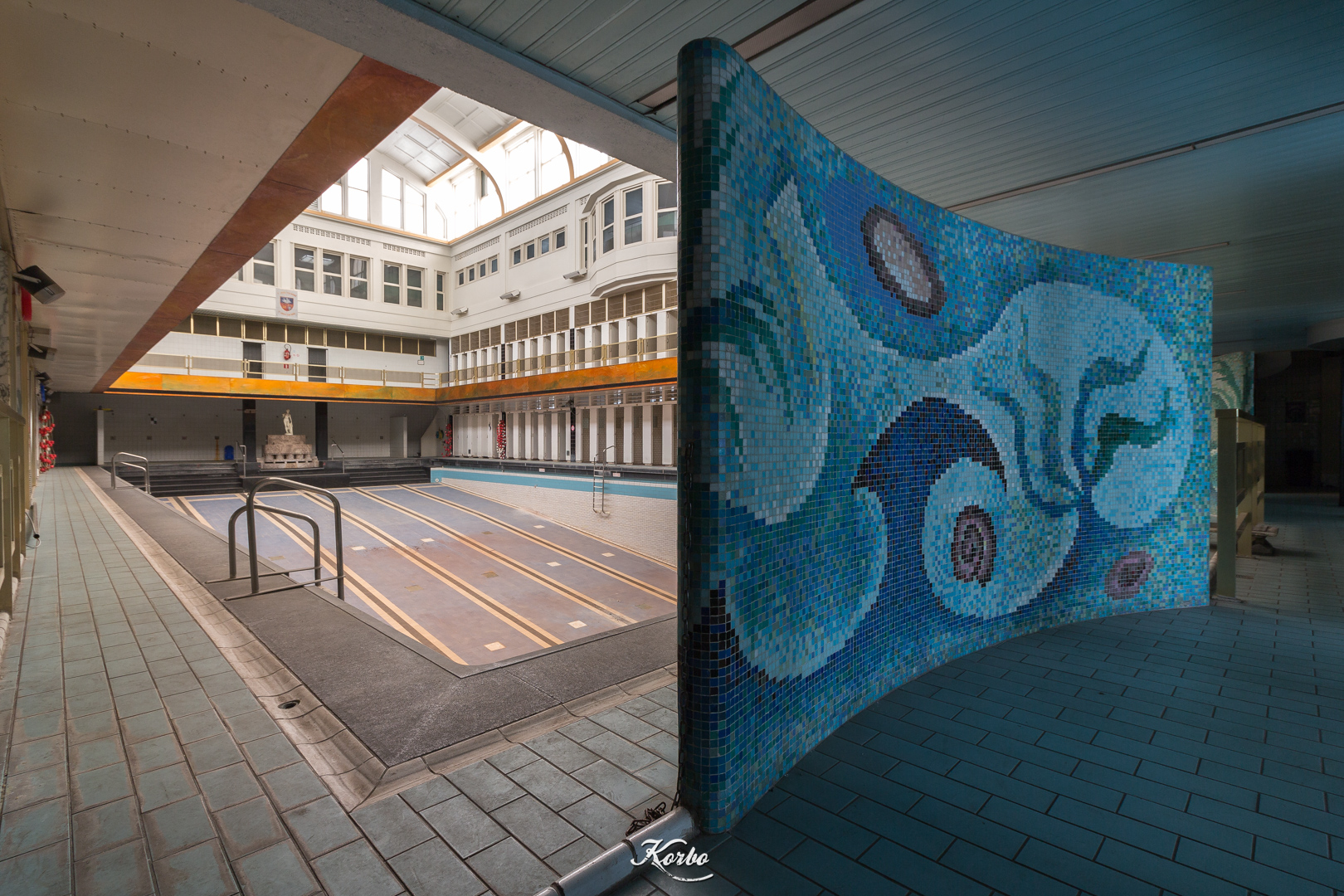
Les bains de Saint-Josse (vue côté mosaïque)
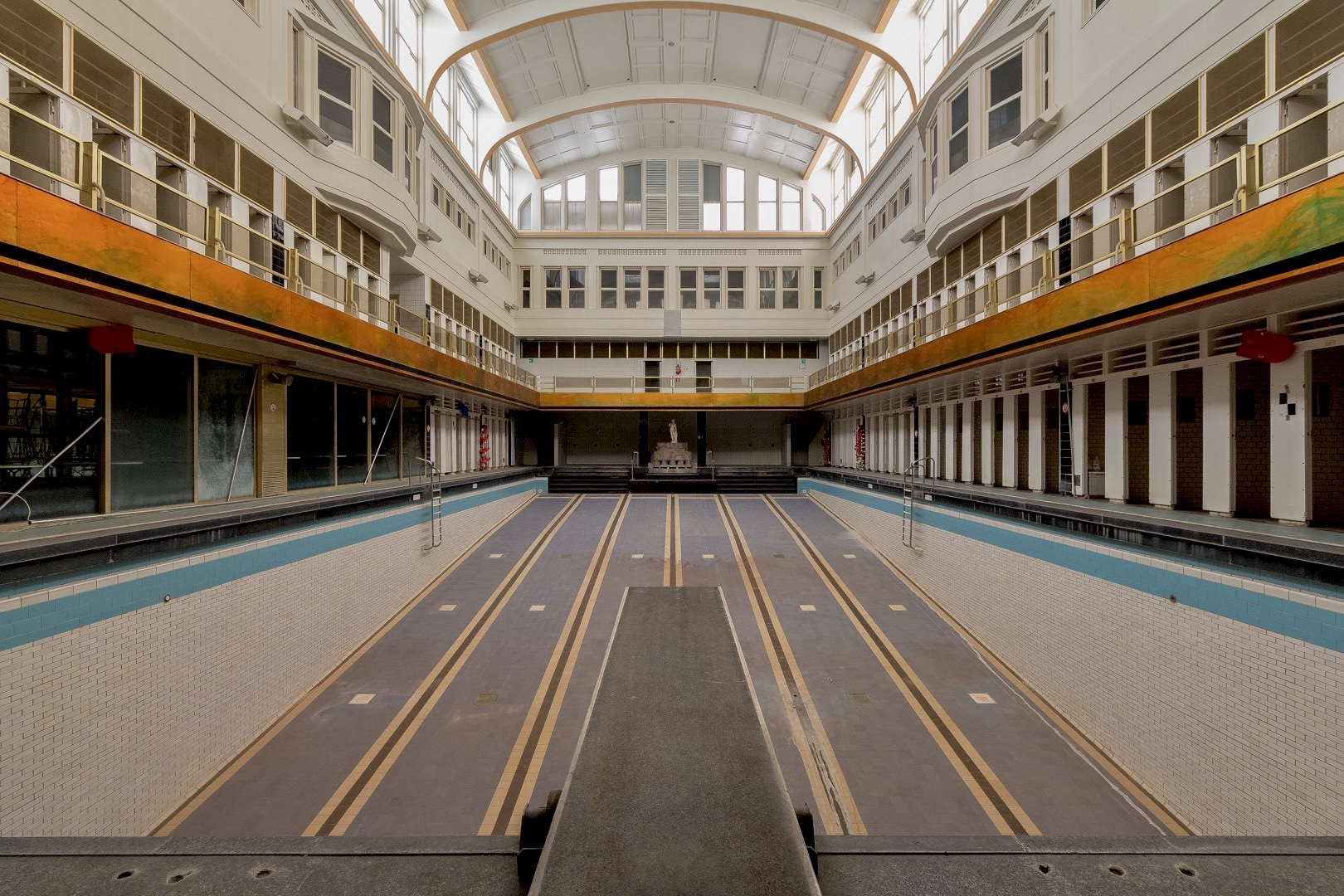
Les bains de Saint-Josse (vue du bassin)

Crèche « Les Hirondelles » accueillant 21 enfants.